# Orthophytum diamantinense
Orthophytum diamantinense är en gräsväxtart som beskrevs av Elton Martinez Carvalho Leme. Orthophytum diamantinense ingår i släktet Orthophytum och familjen Bromeliaceae. Inga underarter finns listade i Catalogue of Life.